# Turan

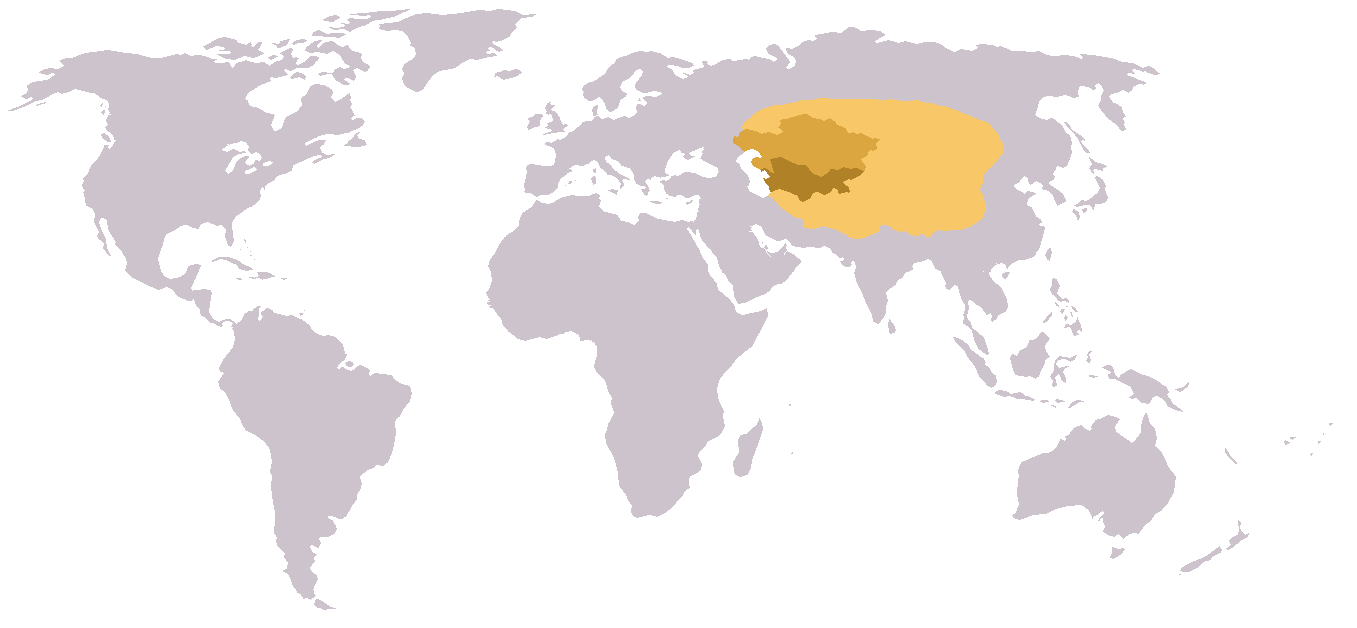
Karta över Turan (Centralasien)

Turan (persiska توران, avestiska tuiriia) är ett äldre iranskt namn för de stora stäppområdena i Eurasien. Under tusentals år har Turans olika folkstammar format sin särpräglade kultur. Landskapet anses huvudsakligen omfatta de centralasiatiska stater där folken ursprungligen härstammar från olika folk som har påverkats av de mongoliska hordernas framryckning.